# Compagnie des mines de Bretagne
La Compagnie des mines de Bretagne, appelée aussi Compagnie des mines de Pontpéan, regroupait un ensemble de mines de plomb de Pont-Péan située sur la commune de Pont-Péan, en Ille-et-Vilaine, au sud de Rennes.
Elle a été fondée par l'armateur corsaire de Saint-Malo Noël Danycan, l'une des premières fortunes de la ville. Ce dernier avait investi dans cette autre mine de plomb, qui produisait aussi d'autres métaux, et obtenu, après deux ans d'effort la concession, le 11 février 1730, deux avant que soit accordé la concession de la Compagnie des mines de Basse-Bretagne, qui extrayait elle aussi du plomb.
Noël Danycan avait épousé Marguerite Chantoiseau en 1685, qui décède en 1721. Malgré la forte opposition de leurs quatre enfants, Noël Danycan se remarie à sa maîtresse Hélène Victoire Maget et s'installe avec elle à Paris. C'est cette dernière qui va investir de l'énergie dans le fonctionnement et la gestion de la compagnie. Noël Danycan est déjà âgé de soixante-quatorze ans lorsque la concession est obtenue. François de Blumenstein, écuyer d'origine germanique, naturalisé français et concessionnaire des mines du Forez suit de près les travaux.
La société dispose d'un capital de 60 000 livres, jugé insuffisant car la concession comprend aussi les mines du Bourbonnais. La société est donc remaniée le 12 mars 1730. Les travaux commencent à une quarantaine de mètres de la Seiche par une excavation où vont longtemps demeurer les deux puits de Bicêtre et du Chapelet. Appelée aussi compagnie de Pont-Péan, le site est confié à la direction d'un jeune membre de la famille, Thomas Harrington, seigneur de la Corderie, issu de la communauté « irlandaise » de Saint-Malo, né à Saint-Servan le 23 juillet 1696 d'un père capitaine et corsaire. En 1732, la mine emploie 300 ouvriers, dont 80 au fond, jusqu'à 42 mètres de profondeur.
En 1740, devant les difficultés, la concession est mise en vente et la veuve de Danycan l'achète en 1746, malgré les difficultés à assécher les puits. Elle réussit cependant à reprendre l'extraction : des puits et des galeries sont creusés à partir de 1750, et des travaux pour détourner la rivière de la Seiche afin de l'éloigner de la mine sont réalisés, avec l'aide du financier Paris-Duverney, ce qui ne l'empêche pas de rencontrer des difficultés: en 1765 la concession est vendue pour 195 000 livres à la Compagnie des mines de Basse-Bretagne, qui a déjà renoncé à mettre en place la machine de Thomas Newcomen.